# Robert Oppenheimer
Julius Robert Oppenheimer (New York, 22 april 1904 – Princeton (New Jersey), 18 februari 1967) was een Joods-Amerikaanse natuurkundige. Hij verwierf vooral bekendheid als wetenschappelijk directeur van het Manhattanproject, het project waarin tijdens de Tweede Wereldoorlog de eerste kernwapens ontwikkeld werden. Hij wordt daarom ook wel de "vader van de atoombom" genoemd.
De vernietiging van de Japanse steden Hiroshima en Nagasaki met zijn atoombommen schokte Oppenheimer. Na de oorlog werd hij senior-adviseur van de nieuw opgerichte United States Atomic Energy Commission en zette hij zich in voor internationaal toezicht op het gebruik van kernenergie. Hij maakte zich – tevergeefs – sterk om een nucleaire wapenwedloop met de Sovjet-Unie te voorkomen.
Zijn stevige politieke uitspraken over dit onderwerp maakten hem niet geliefd bij veel politici en wetenschappers in de periode van het Mccarthyisme. Als reactie op zijn uitlatingen werd hem de toegang tot geheime documenten ontnomen tijdens een breed uitgemeten en sterk gepolitiseerde hoorzitting in 1954. Hoewel hem zijn politieke invloed ontnomen werd, bleef Oppenheimer werken in de natuurkunde en schrijven en lezingen houden. In december 1963 ontving hij van president Lyndon B. Johnson bij wijze van eerherstel de Enrico Fermi-prijs.

## Jeugd en opleiding

### New York
Oppenheimer werd geboren in New York in 1904. Zijn vader was Julius S. Oppenheimer, een welgestelde Joodse importeur van textiel, die in 1888 vanuit Duitsland geëmigreerd was naar de Verenigde Staten. Zijn moeder was Ella Friedman, een schilderes. De jonge Oppenheimer ging naar school aan de Ethical Cultural Society School, waar hij les kreeg in uiteenlopende vakken, van wiskunde en natuurwetenschappen tot Oudgrieks en Franse literatuur. Zijn leven lang zou hij een veelzijdig academicus blijven, zowel bedreven in de natuurwetenschap als in de geesteswetenschappen.

### Harvard
Hij begon een jaar later dan gepland aan zijn studie aan de Harvard-universiteit, vanwege een aanval van colitis. De tussenliggende periode bracht hij samen met zijn voormalig leraar Engels door in New Mexico om te herstellen. Daar deed hij zijn voorliefde op voor paardrijden en voor de bergen en plateaus van het zuidwesten van de Verenigde Staten. Hij keerde als herboren terug en haalde zijn achterstand in door zijn studie scheikunde in drie jaar af te ronden.
In zijn tijd op Harvard kwam Oppenheimer in aanraking met de experimentele natuurkunde, toen hij het college thermodynamica van Peter Bridgman volgde. Hem werd aangeraden naar Europa af te reizen om zijn studie voort te zetten — een topopleiding in de moderne natuurkunde bestond destijds in de VS niet.

### Europa
Hij werd als promovendus aangenomen aan het Cavendish Laboratory van Ernest Rutherford aan de Universiteit van Cambridge en ging daar werken bij J.J. Thomson. Oppenheimer bleek echter nogal onhandig te zijn in het lab, waardoor al snel duidelijk werd dat zijn roeping de theoretische natuurkunde was en niet de experimentele. Daarom verliet hij het Cavendish in 1926 en vertrok hij naar de Georg-August-Universität in Göttingen om daar te gaan studeren bij Max Born. De Universiteit Göttingen gold als een topinstituut voor theoretische natuurkunde in Europa en Oppenheimer sloot er een aantal vriendschappen met mensen die een grootse toekomst tegemoet zouden gaan, bijvoorbeeld Paul Dirac, voordat hij op 22-jarige leeftijd promoveerde. Te Göttingen publiceerde Oppenheimer bijdragen aan de toen nog zeer jonge kwantummechanica.

### Terug in de VS
In september 1927 keerde hij terug naar Harvard als een Fellow van de National Research Council van de VS en begin 1928 werkte hij aan het California Institute of Technology ("CalTech"). Aldaar ontving hij verscheidene aanbiedingen om docent te worden. Hij nam een baan aan als universitair docent aan de Universiteit van Californië te Berkeley. Het was naar eigen zeggen "een woestenij", maar daardoor bood het ook kansen. Hij had ook een aanstelling bij CalTech, waar hij ieder lentesemester doorbracht om niet geïsoleerd te raken. 
In de herfst van 1928 bezocht Oppenheimer Paul Ehrenfest in Leiden, waar hij gastcolleges natuurkunde gaf. Hij maakte diepe indruk door les te geven in het Nederlands, hoewel hij nauwelijks met deze taal in aanraking was geweest. Hij had wel in Duitsland gestudeerd. Nederlandse studenten gaven hem de bijnaam "Opje", die later in het Engels vertaald werd als "Oppie".

## Hoogleraar te Berkeley
Voor zijn aanstelling bij Berkeley begon werd tuberculose bij hem vastgesteld. Om hiervan te genezen bracht hij samen met zijn broer Frank een aantal weken door in een ranch in New Mexico, "Perro Caliente", die hij huurde en later kocht. Hij herstelde en keerde terug naar Berkeley, waar hij uitgroeide tot een mentor en medewerker van een generatie natuurkundigen die hem bewonderden om zijn intellectuele veelzijdigheid en brede interesses. Nobelprijswinnaar Hans Bethe zei later over Oppenheimer:

Waarschijnlijk was Oppenheimers bijzondere invalshoek het belangrijkste ingrediënt van zijn colleges. Hij wist altijd waar de belangrijke problemen lagen, wat te zien was aan de keuze van zijn onderwerpen. Hij leefde echt met die problemen, worstelde om ze op te lossen en stak zijn studenten aan met zijn enthousiasme.

Oppenheimer werkte nauw samen met de bevriende experimenteel fysicus Ernest Lawrence en diens pioniers van het cyclotron. Hij hielp hen de resultaten van hun nieuwe machines in Lawrence Berkeley National Laboratory te begrijpen.
Oppenheimer werd al gauw gezien als de oprichter van de Amerikaanse school van de theoretische natuurkunde. Hij kreeg de naam van eclecticus vanwege zijn belangstelling voor talen en oosterse filosofie en zijn welbespraaktheid en helderheid. Maar gedurende zijn hele leven ging hij ook gebukt onder zorgen. Hij beweerde lange perioden van depressie doorgemaakt te hebben.

Ik heb de natuurkunde meer nodig dan vrienden

schreef hij ooit aan zijn broer. Als lange, magere kettingroker die vaak vergat te eten in tijden van intellectuele zorgen of concentratie werd Oppenheimer door vele van zijn vrienden gezien als iemand met mogelijke zelfmoordneigingen. Ook zijn collega's maakten zich vaak zorgen vanwege zijn melancholie en gebrek aan zelfvertrouwen.
Hij ontwikkelde eigenaardigheden, kennelijk om zijn omgeving — of mogelijk zichzelf — te overtuigen van zijn eigenwaarde. Men zei dat hij hypnotiserend was in het persoonlijke contact maar vaak erg terughoudend en koud bij publieke gelegenheden. Sommigen vonden hem een gereserveerd genie, anderen pretentieus en onzeker. Zijn studenten vielen meestal in de eerste categorie en namen "Oppie's" gewoontes vaak over, bijvoorbeeld zijn loop en zijn manier van spreken.

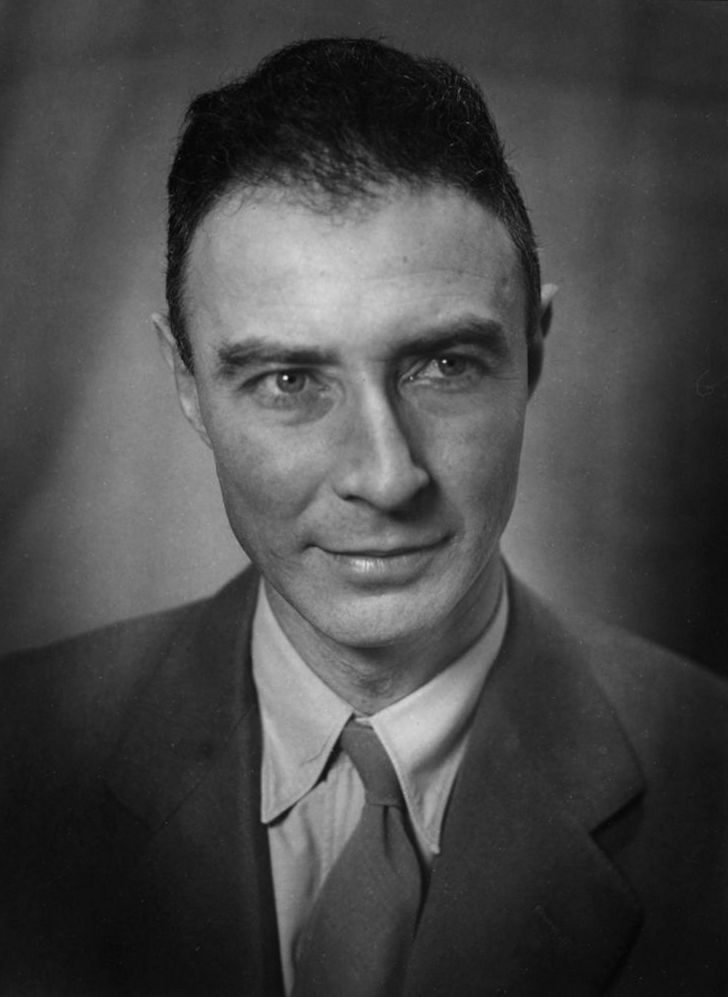
Oppenheimers intelligentie en charisma trokken studenten uit de hele VS naar zijn nieuwe centrum voor theoretische natuurkunde in Berkeley, Californië

### Onderzoek
Oppenheimer verrichtte onderzoek in de theoretische astrofysica, vooral in het randgebied met de algemene relativiteitstheorie over zwarte gaten en neutronensterren, maar ook in de kernfysica, spectroscopie en de kwantumveldentheorie en kwantumelektrodynamica. Het bekendst werd zijn Born-Oppenheimerbenadering uit zijn promotietijd. Deze benadering wordt veel gebruikt in de kwantumtheorie van atomen en moleculen. Hij leverde ook een belangrijke bijdrage aan de theorie van kosmische stralingscascades en aan de beschrijving van het tunneleffect in de kwantummechanica. Hij ontdekte mede het Oppenheimer-Phillips-proces, dat optreedt bij de kunstmatige radioactiviteit van atoomkernen na beschieting met deuteronen.
Aan het eind van de jaren 1930 schreef hij met Hartland Snyder de eerste artikelen over wat we nu zwarte gaten noemen (het Oppenheimer-Snyder-model, 1939). Ze berekenden een grens aan de massa van sterren - de Tolman-Oppenheimer-Volkoff-limiet - waarboven geen neutronenster meer kan ontstaan maar alleen een zwart gat. Deze artikelen werden later het uitgangspunt voor John Wheeler bij diens verdere ontwikkeling van de algemene relativiteitstheorie voor zwarte gaten. Al in 1930 voorspelde Oppenheimer in een artikel het positron, dat later ook door Paul Dirac werd voorgesteld. Ook voorspelde Oppenheimer het neutron, het meson en zoals aangestipt de neutronenster.
Oppenheimers artikelen waren moeilijk te lezen. Hij hield ervan elegante maar ingewikkelde wiskundige technieken te gebruiken om natuurkundige principes te demonstreren. Hij kreeg wel veel kritiek te verduren vanwege de rekenfouten die hij waarschijnlijk door te snel werken maakte.

### Kritiek
Toch waren velen van mening dat Oppenheimer zijn talent niet waarmaakte, ondanks zijn ontdekkingen. Ze vonden hem weliswaar een uitstekend natuurkundige, maar geen grensverleggende toponderzoeker. Dit werd geweten aan zijn veelzijdige belangstelling, die hem weerhield van langdurige concentratie op een onderwerp. Zijn vertrouweling en collega Isidor Isaac Rabi zag het later als volgt:

Oppenheimer had te veel opleiding gehad in gebieden buiten de wetenschappelijke traditie. Hij was bijvoorbeeld geïnteresseerd in religie en met name hindoeïsme. Dit gaf hem gevoel voor het raadsel van het heelal dat als een mist om hem heen zweefde. Hij had een scherpe kijk op bestaande natuurkunde, maar hij vermoedde in de randgebieden meer mysterie en onbekendheid dan er werkelijk was... Hij keerde zich af van de lastige en grove methoden van de theoretische fysica en richtte zich meer op het mystieke gebied van weidse intuïtie.

Desondanks zijn sommigen, zoals de natuurkundige Luis Alvarez, van mening dat als Oppenheimer lang genoeg geleefd had om zijn voorspellingen uit te zien komen hij misschien de Nobelprijs had gewonnen voor zijn werk aan zwaartekrachtimplosie, neutronensterren en zwarte gaten.

### Politieke belangstelling en huwelijk
Gedurende de jaren 1920 hield Oppenheimer zich verre van wereldse zaken. Hij beweerde zelfs dat hij pas een paar maanden nadien van de beurskrach van 1929 gehoord had - Oppenheimer had zelf bepaald geen geldzorgen: zijn familie gaf hem voldoende financiële steun. Pas in 1936 toonde hij belangstelling voor de politiek, toen hij zich inliet met Jean Tatlock, de dochter van een hoogleraar literatuur te Berkeley. Zoals vele jonge intellectuelen in de jaren 1930 was hij een aanhanger van communistische ideeën. Met veel meer geld op zak dan de meeste professoren (hij had ruim $ 300.000 van zijn vader geërfd in 1937, destijds een enorme som geld) steunde hij linkse initiatieven financieel. Het leeuwendeel van zijn "radicale" bezigheden betroffen zaken als het organiseren van inzamelingsacties voor de republikeinse kant in de Spaanse Burgeroorlog en andere anti-fascistische bezigheden. Hij werd nooit openlijk lid van de communistische partij. Oppenheimers broer Frank deed dat wel, tegen Roberts advies in. In november 1940 huwde hij Katherine Puening Harrison, een "radicale" studente te Berkeley en in mei 1941 werd hun eerste kind Peter geboren.

## Het Manhattanproject

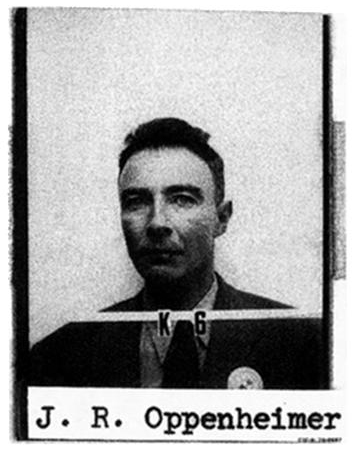
Oppenheimers pasfoto voor de beveiliging op Los Alamos

Toen de Tweede Wereldoorlog uitbrak, nam Oppenheimer enthousiast deel aan de inspanningen om een atoombom te ontwikkelen die al het grootste gedeelte van de tijd innamen van Lawrences Radiation Lab te Berkeley. Lawrence, Vannevar Bush, Arthur Compton en James Conant probeerden al enige tijd om het bom-project los te weken van het Uranium Committee dat president Roosevelt in 1939 opgericht had, omdat ze vonden dat het project niet vorderde. Oppenheimer kreeg de uitnodiging om berekeningen aan snelle neutronen te komen uitvoeren. Hij wierp zich op deze taak en zwoer zijn "linkse dwalingen" af (hoewel veel van zijn vrienden en studenten nog altijd uit de "radicale" hoek kwamen).
De zeggenschap over het project - nu het Manhattanproject geheten - werd overgedragen aan het Amerikaanse leger. Projectleider generaal Leslie Groves, die net klaar was met zijn vorige taak als leidinggevende bij de bouw van het Pentagon, benoemde Oppenheimer als wetenschappelijk directeur, wat voor velen een verrassing was. Groves wist wel van de veiligheidsrisico's van Oppenheimer, maar vond toch dat Oppenheimer de beste man was om leiding te geven aan een diverse groep wetenschappers. Groves dacht ook dat Oppenheimer niet beïnvloed zou worden door zijn vroegere politieke experimenten.

### Los Alamos
Eén van Oppenheimers eerste handelingen was een spoedcursus kernbommen maken te organiseren in zijn gebouw in Berkeley. Een mengelmoes van Europese natuurkundigen en zijn eigen studenten – onder meer Robert Serber, Emil Konopinski, Felix Bloch, Hans Albrecht Bethe en Edward Teller – ging aan de slag om te berekenen wat er moest gebeuren en in welke volgorde om de kernbom te maken. Het onderzoek voor het project werd in die tijd nog aan verschillende universiteiten en laboratoria verspreid over het hele land verricht, wat niet alleen een probleem was voor de geheimhouding maar ook voor de cohesie van het project. Oppenheimer en Groves besloten dat er een centrale en geheime faciliteit moest komen. De plek voor de geheime locatie werd gevonden in New Mexico, niet ver van Oppenheimers eigen ranch. Op een vlakte in de buurt van Santa Fe werd het Los Alamos-laboratorium haastig gebouwd - een samenraapsel van barakken in de modder. Daar verzamelde Oppenheimer een groep van de briljantste natuurkundigen van zijn tijd, onder anderen Enrico Fermi, Richard Feynman, Robert R. Wilson en Victor Weisskopf, naast de bestaande groep met daarin Bethe en Teller. Zijn vrouw beviel er in 1944 van hun tweede kind, Katherine (Toni genoemd).

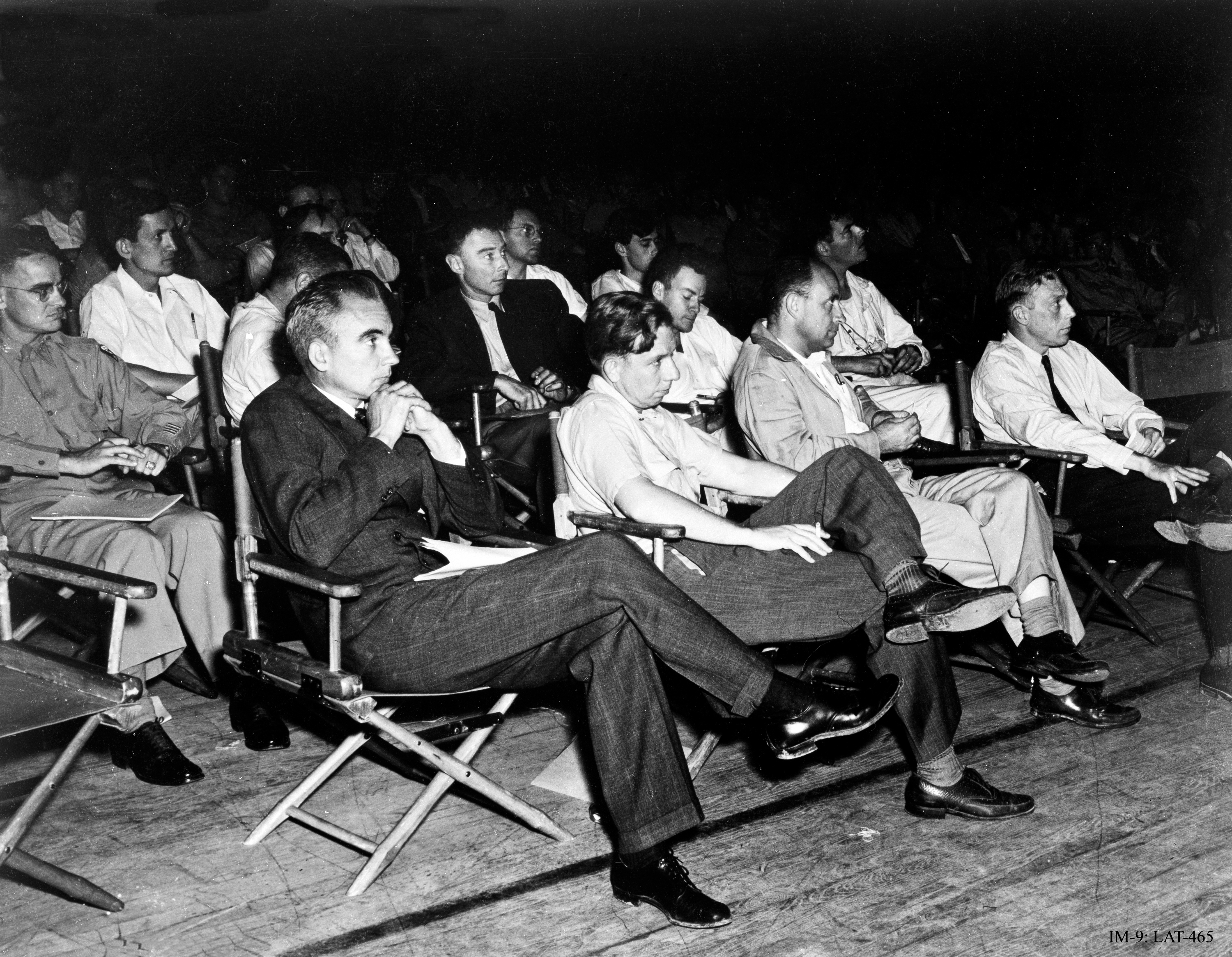
Een groep natuurkundigen bij een voordracht in Los Alamos ten tijde van het Manhattanproject.
Op de eerste rij van links naar rechts: Norris Bradbury, John Manley, Enrico Fermi en J. M. B. Kellogg. Oppenheimer zit in de tweede rij achter Manley, naast hem (rechts op de foto) zit Richard Feynman.

Oppenheimer stond er om bekend dat hij alle wetenschappelijke aspecten van het project beheerste, maar zich ook inspande om de onvermijdelijke conflicten tussen wetenschappers en militairen in bedwang te houden. Hij was een soort icoon voor zijn mede-wetenschappers. Victor Weisskopf zei het als volgt:

Hij gaf geen leiding vanuit het kantoor van de chef. Hij was aanwezig bij iedere beslissende stap, intellectueel en zelfs fysiek. Hij was erbij in het lab of in de vergaderzalen als een nieuw effect gemeten werd of als een nieuw idee geboren werd. Niet dat hij zelf veel ideeën of suggesties bijdroeg: zijn voornaamste invloed kwam voort uit zijn voortdurende en intense aanwezigheid die bij ons allen een gevoel van directe betrokkenheid opriep. Het schiep een unieke sfeer van enthousiasme en uitdaging in het hele complex.

Gedurende het hele project werd Oppenheimer in de gaten gehouden, zowel door de FBI als door de beveiliging van het project zelf, vanwege zijn vroegere, linkse associaties. Toen hij in 1943 onaangekondigd afreisde naar Californië om zijn vroegere vriendin Jean Tatlock te bezoeken, werd hij door een agent van de FBI geschaduwd. Vroeg in het project had Oppenheimer aan de beveiliging van het Manhattanproject gemeld dat een oude vriend van hem, Haakon Chevalier - een docent Franse literatuur te Berkeley en een bekende sympathisant van de communisten - hem gevraagd had om nucleaire geheimen te onthullen. Tot het einde van de oorlog werd Oppenheimer regelmatig ondervraagd aangaande het "Chevalierincident" en daarbij gaf hij vaak tegenstrijdige en draaierige verklaringen af. Maar Groves, de projectleider, achtte Oppenheimer nog steeds van te groot belang voor de uiteindelijke doelen van de Geallieerden om hem aan de kant te zetten.

### Trinity

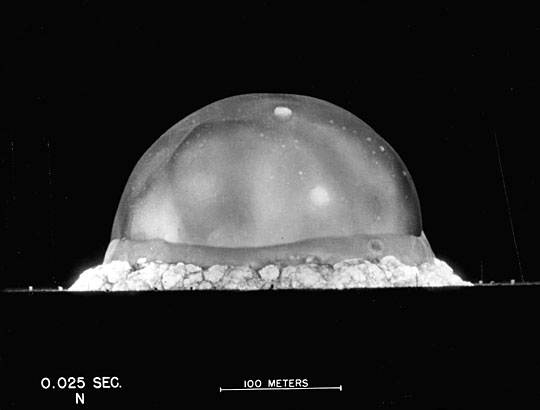
Oppenheimer doopte de eerste nucleaire wapentest "Trinity"

Het gezamenlijke werk van de wetenschappers te Los Alamos resulteerde in de eerste, nucleaire explosie te Alamogordo, op 16 juli 1945. Oppenheimer doopte dit experiment "Trinity" ("Drie-eenheid"), naar een gedicht van John Donne. Voor Oppenheimer een intieme persoonlijke verwijzing naar Jean Tatlock, in de jaren 30 zijn geliefde, die het werk van Donne onder zijn aandacht had gebracht en die tot Oppenheimers ontzetting enkele maanden vóór de Trinity-test de hand aan zichzelf geslagen had.
Vele jaren later zou hij in een documentairefilm het moment van die eerste explosie als volgt beschrijven:

Wij wisten dat de wereld nooit meer dezelfde zou zijn. Sommigen lachten, anderen huilden, de meesten waren stil. Ik moest denken aan een regel uit het hindoe-geschrift Bhagavad Gita. Vishnoe probeert de Prins ervan te overtuigen dat hij zijn plicht moet doen en om indruk op hem te maken neemt hij zijn veelarmige vorm aan en zegt: "Nu ben ik de Dood, de Vernietiger van Werelden." Ik denk dat wij ons op een of andere manier allemaal zo voelden.

Het citaat was niet helemaal correct.
Voor de aanwezigen hoorbaar had hij, althans volgens zijn broer, na het slagen van de test enkel uitgeroepen:

It worked! 
(Hij deed 't!)

Het nieuws over de succesvolle detonatie werd in allerijl overgebracht aan president Harry S. Truman, die daarop niet lang aarzelde met zijn besluit de dan beschikbare atoombommen te laten afwerpen boven de dichtbevolkte Japanse steden Hiroshima en Kokura, waarbij de tweede locatie tijdens de missie vanwege weersomstandigheden gewijzigd werd naar Nagasaki.
Oppenheimer zou later een belangrijke stem krijgen in de felle maatschappelijke discussies over de vergaande gevolgen van dit besluit.

### Discussie en twijfel
De oorspronkelijke motivatie voor de bom - een kennelijke wapenwedloop met nazi-Duitsland - was weggevallen: het Duitse kernwapenprogramma bleek bij onderzoek door het ALSOS-team van het Manhattanproject volledig mislukt te zijn. Toch bleven Oppenheimer en zijn team stevig doorwerken. Volgens sommige natuurkundigen, onder wie Teller en Leo Szilard, zou het inzetten van het wapen in bevolkt gebied een immorele misdaad zijn. Een petitie ging rond in de laboratoria in Los Alamos en Oak Ridge waarin gesteld werd dat inzet van de bom tegen burgers immoreel en onnodig zou zijn. Oppenheimer was tegen de petitie en waarschuwde Szilard en Teller om het project niet tegen te werken.

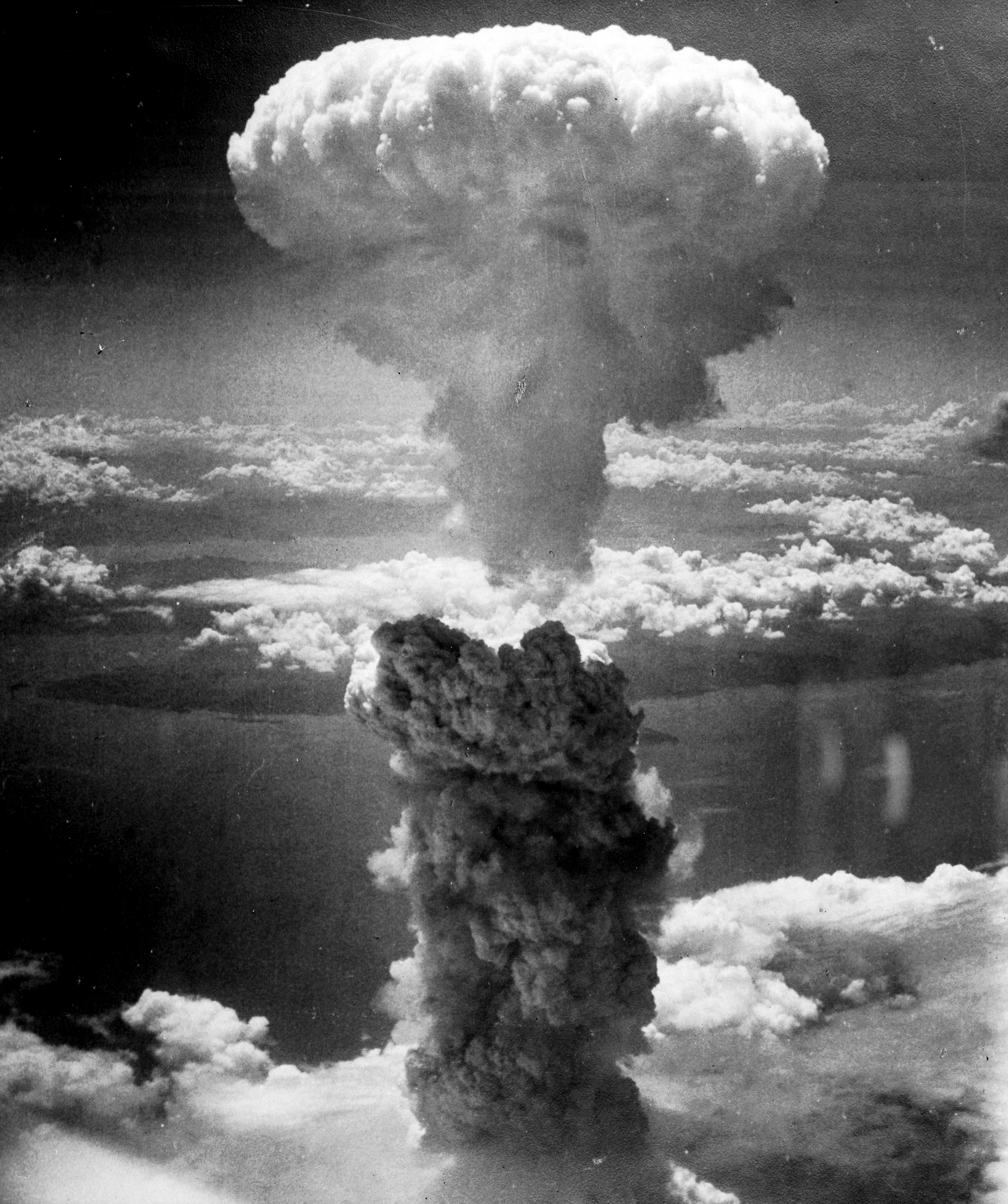
Door het inzetten van de in Los Alamos ontwikkelde wapens in Hiroshima en Nagasaki kwamen honderdduizenden mensen om het leven

De wetenschappelijke leiding was verdeeld over de wijze waarop het inmiddels geteste wapen ingezet zou moeten worden. Lawrence was oorspronkelijk tegen inzet tegen een echt doelwit en voerde als argument aan dat een demonstratie voldoende zou zijn om Japan te doordringen dat verder verzet zinloos was. Oppenheimer en een groot aantal van de militaire adviseurs waren het met dat oordeel oneens. Oppenheimer vreesde dat als aangekondigd zou worden waar een dergelijke demonstratie plaats zou vinden, de vijand daar Amerikaanse krijgsgevangenen of andere mensen als menselijk schild in zou zetten. Het is onduidelijk hoeveel waarde de Amerikaanse overheid en krijgsmacht hechtten aan het oordeel van de wetenschappers over het wapen dat zij hadden ontwikkeld.

### Hiroshima en Nagasaki
Op 6 augustus 1945 werd de uraniumbom "Little Boy" afgeworpen boven Hiroshima. Drie dagen later volgde de plutoniumbom "Fat Man" boven Nagasaki. Honderdduizenden burgers kwamen meteen om en door stralingsziekte zouden nog velen volgen.
Oppenheimers trots na de succesvolle "Trinity"-test verdween en maakte plaats voor afschuw en schuldgevoelens, hoewel hij nooit zei dat hij spijt had van het bouwen van het wapen. Gedurende zijn enige bezoek aan het naoorlogse Japan in 1960 werd hem door een journalist gevraagd of hij zich schuldig voelde over het bouwen van de bom. Oppenheimer grapte toen:

Het is niet dat ik er geen spijt van heb. Ik voel me er alleen vandaag niet erger onder dan gisteren.

## Naoorlogse activiteiten

### Atomic Energy Commission
Van het ene moment op het andere werd Oppenheimer het nationale gezicht van de wetenschap en het symbool van een nieuw soort technocratische macht. Kernfysica werd een toonbeeld van macht naarmate de overheden van de wereld het strategische en politieke belang begonnen in te zien van kernwapens en hun verschrikkelijke gevolgen. Net als vele wetenschappers van zijn generatie was Oppenheimer van mening dat vrijwaring van de dreiging van kernwapens alleen bereikt kon worden door de invloed van een transnationale organisatie (bijvoorbeeld de net opgerichte Verenigde Naties). Deze zou een programma kunnen opzetten om een nucleaire wapenwedloop te stoppen.
Na de oprichting van de Atomic Energy Commission – een niet-militair instituut dat het toezicht had over nucleair onderzoek en de ontwikkeling van kernwapens – in 1946 werd Oppenheimer onmiddellijk aangesteld als hoofd van de wetenschappelijke adviescommissie van de AEC en verliet hij het directoraat van Los Alamos. Vanuit zijn nieuwe functie gaf hij adviezen over verschillende zaken, waaronder de toekenning van gelden voor projecten, de bouw van laboratoria en zelfs internationaal beleid. De adviezen van zijn commissie werden echter niet altijd overgenomen.
Het Baruch-plan van 1946 riep op tot internationalisering van kernenergie en was gedeeltelijk uit Oppenheimers opiniestukken afgeleid. Maar tot Oppenheimers schrik bevatte het uiteindelijke plan een aantal voorwaarden dat duidelijk maakte dat het eigenlijke doel was de Sovjet-Unie ervan te weerhouden haar eigen atoomwapens te ontwikkelen en niet het opzetten van een blijvend mechanisme voor internationale kernwapenbeheersing. Het plan werd dan ook door de Sovjet-Unie geweigerd (tot niemands verrassing). Het werd Oppenheimer duidelijk dat een wapenwedloop onvermijdelijk was door het wederzijdse wantrouwen van de VS en de Sovjet-Unie.

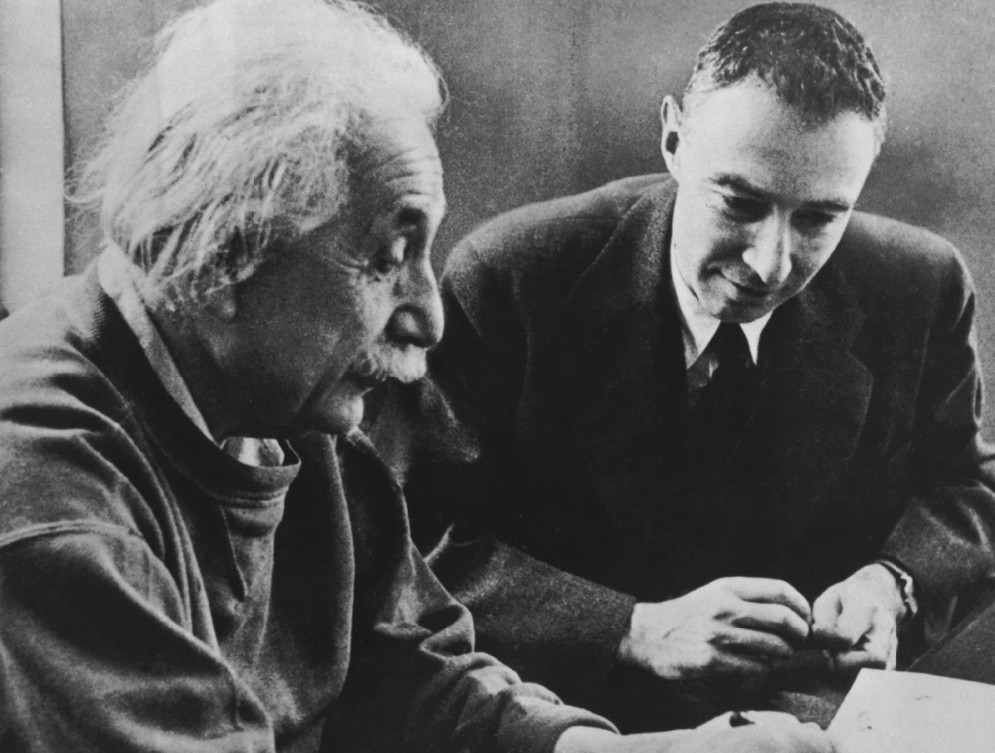
Oppenheimer volgde Albert Einstein op bij het Institute for Advanced Study

In 1947 verliet hij Berkeley met als opgaaf van reden dat hij tijdens de oorlog onenigheid zou hebben gehad met het bestuur. Hij werd in plaats daarvan directeur van het Institute for Advanced Study te Princeton in New Jersey. Later volgde hij Albert Einstein op als hoogleraar in de theoretische natuurkunde - een baan die Oppenheimer op den duur begon tegen te staan, omdat hij zich overschaduwd voelde door de nalatenschap van zijn illustere voorganger.

### Waterstofbom
Als hoofd van de adviescommissie van de AEC lobbyde Oppenheimer stevig voor internationale wapenbeheersing en meer geld voor fundamenteel wetenschappelijk onderzoek. Ook probeerde hij het beleid af te houden van een verhitte wapenwedloop. Toen de Amerikaanse regering in overweging nam om een haastprogramma op te zetten om een kernfusiebom - een waterstofbom - te ontwikkelen, raadde Oppenheimer het aanvankelijk af, hoewel hij aan het begin van het Manhattanproject nog wel voor de ontwikkeling van een dergelijk wapen was geweest. In dit advies nam hij gedeeltelijk zijn ethische bezwaren mee: hij was van mening dat de enige strategische inzet van een dergelijk wapen tegen burgers gericht kon zijn, met als resultaat miljoenen doden.
Maar hij liet zich ook leiden door praktische overwegingen. Gezien het ontbreken in die tijd van een werkbaar ontwerp voor een dergelijk wapen, vond Oppenheimer dat er meer te bereiken was met de opbouw van een aanzienlijk arsenaal splitsingswapens. Truman schoof zijn bezwaren echter terzijde en kondigde in 1949 een haastplan aan nadat de Sovjet-Unie haar eerste kernwapen getest had. Oppenheimer en een aantal van zijn collega's van de adviescommissie (met name James Conant) voelden zich gepasseerd en overwogen zich uit de adviescommissie terug te trekken. Uiteindelijk bleven ze aan, hoewel hun mening over de waterstofbom duidelijk was.
In 1951 kwamen Edward Teller en wiskundige Stanislaw Ulam echter met een werkbaar ontwerp voor een waterstofbom - nu bekend als het Teller-Ulam-ontwerp. Het nieuwe ontwerp scheen technisch haalbaar te zijn en Oppenheimer veranderde van mening aangaande ontwikkeling van het wapen. Later zei hij ervan:

Het programma dat we in 1949 hadden was een moeizaam geval dat zonder meer technisch onzinnig was. Daarom zou je het niet willen hebben, zelfs al kon je het maken. Het programma van 1951 daarentegen was technisch zo aantrekkelijk dat je daar niets op tegen kon hebben. Het probleem werd de militaire, politieke en humane kant van de zaak, de vraag wat je met het geval zou doen als je het eenmaal had.

De eerste waterstofbom, Ivy Mike geheten, werd in 1952 beproefd met een energieopbrengst van 10,4 megaton TNT-equivalent - ruim 650 keer de kracht van de wapens die Oppenheimer tijdens de Tweede Wereldoorlog ontwikkeld had.

### Hoorzitting: Oppenheimer als gevaar voor de veiligheid
In zijn rol van politiek adviseur maakte Oppenheimer veel vijanden. De FBI van J. Edgar Hoover hield hem al voor de oorlog in de gaten, toen hij als "radicale" professor zijn sympathie voor de communisten had laten blijken. De FBI was dan ook bereid om Oppenheimers politieke vijanden te voorzien van materiaal om hem mee zwart te maken. Zo'n vijand was Lewis Strauss, een lid van de AEC. Hij koesterde al langere tijd wrok tegen Oppenheimer, vanwege diens verzet tegen de waterstofbom en omdat Oppenheimer hem een aantal jaren eerder voor het Congres had laten vallen in de discussie over de export van radioactieve isotopen. Strauss en senator Brien McMahon, auteur van de Atomic Energy Act van 1946, drongen er bij president Eisenhower op aan om Oppenheimers veiligheidsstatus in te trekken.
Directe aanleiding hiervoor was een controverse over het veronderstelde lidmaatschap van de Communistische Partij van een aantal van Oppenheimers studenten te Berkeley (met name David Bohm, Joseph Weinberg en Bernard Peters). Oppenheimers broer Frank moest zelfs opdraven voor de House Un-American Activities Committee, waar hij weliswaar toegaf in de jaren 1930 lid te zijn geweest van de Communistische Partij, maar weigerde om de namen van andere mensen te noemen. Frank werd vervolgens ontheven van zijn positie aan de universiteit en werd in plaats daarvan veehouder in Colorado.

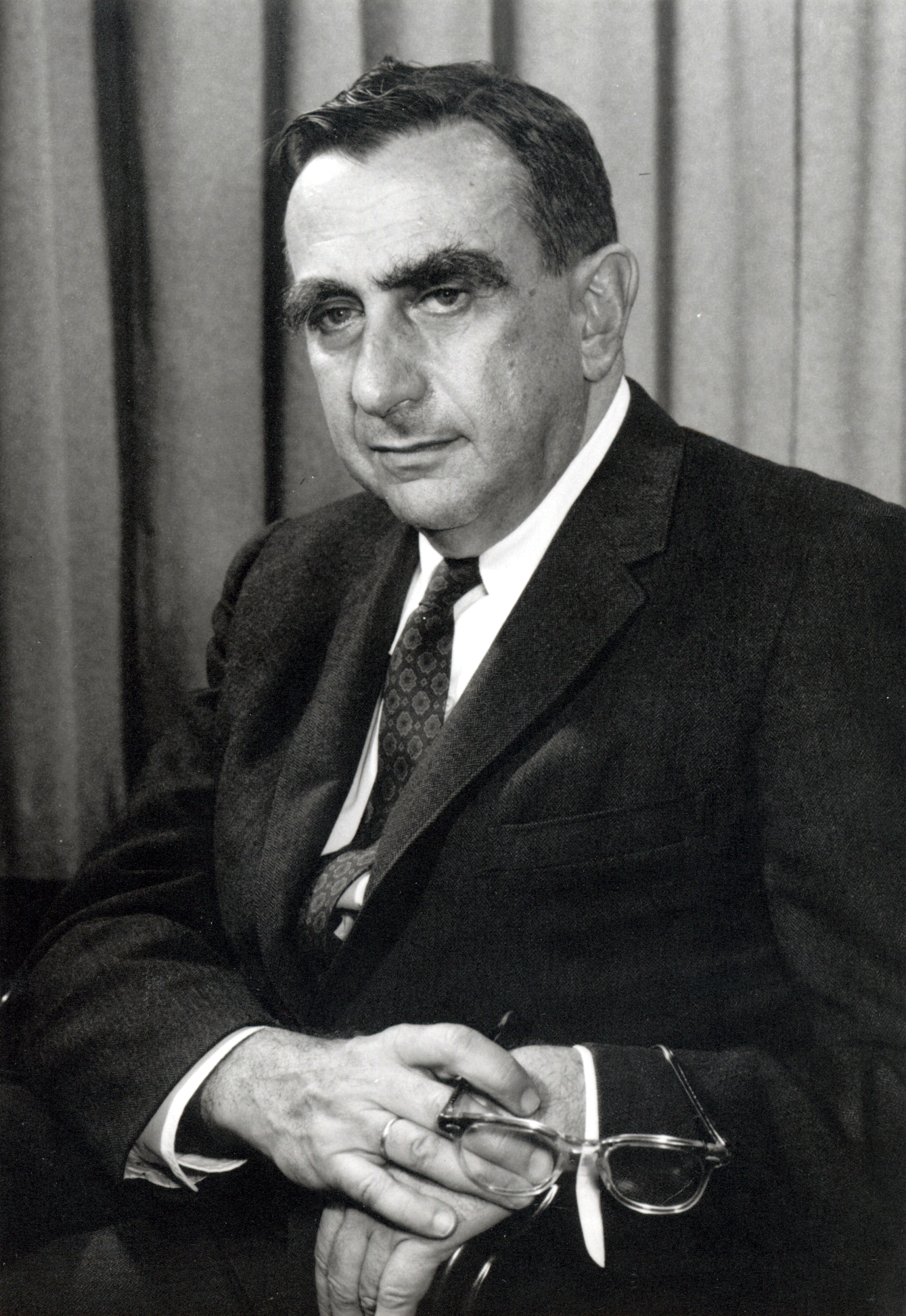
Oppenheimers voormalig vriend en collega, de natuurkundige Edward Teller, getuigde tegen hem op de hoorzitting in 1954

In 1953 werd Oppenheimer als veiligheidsrisico beschouwd en Eisenhower vroeg hem om op te stappen. Oppenheimer weigerde en verzocht om een openbaar onderzoek om zijn loyaliteit vast te stellen. Ondertussen werd zijn status opgeschort. Het publieke verhoor dat volgde, draaide volledig om Oppenheimers verleden, zijn communistische sympathieën en zijn omgang tijdens het Manhattanproject met wetenschappers die van verraad verdacht werden of die communisten waren, waaronder Klaus Fuchs. Een van de belangrijkste onderdelen van het verhoor was Oppenheimers vroegere getuigenis aangaande zijn vriend Haakon Chevalier, waarvan hij zelf had toegegeven dat hij die verzonnen had. Oppenheimer had Chevalier dit ook nooit verteld, terwijl Chevalier ontslagen was wegens die getuigenis.
De belangrijkste getuige tegen Oppenheimer was Edward Teller, met wie hij onenigheid had gehad over de ontwikkeling van de waterstofbom. Tellers getuigenis kwam hem echter duur te staan - voor de rest van zijn leven werd Teller door vrijwel de gehele wetenschappelijke gemeenschap met de nek aangekeken. Daarentegen namen vele topwetenschappers, militairen en hoge ambtenaren het voor Oppenheimer op. Maar de tegenspraken in Oppenheimers eigen getuigenis en zijn onvoorspelbare gedrag in de getuigenbank overtuigden sommigen ervan dat hij onbetrouwbaar was en wellicht een veiligheidsrisico. Zijn toegang tot staatsgeheimen werd ingetrokken.
Tijdens zijn verhoor legde Oppenheimer vrijwillig verklaringen af over het linkse gedrag van veel van zijn wetenschappelijke collega's. Historicus Richard Polenberg heeft wel gespeculeerd dat als Oppenheimers veiligheidsstatus niet ingetrokken was (die status zou trouwens een paar dagen later toch gewoon verlopen zijn), hij de geschiedenis in zou zijn gegaan als iemand die "namen had genoemd" om zijn eigen hachje te redden. Maar ten slotte werd Oppenheimer door het grootste gedeelte van de wetenschappelijke gemeenschap als martelaar gezien en slachtoffer van het McCarthyisme, een eclectisch liberaal die ten onrechte aangevallen werd door oorlogszuchtige vijanden, symbool van het verschuiven van wetenschappelijke creativiteit van het domein van de academische leerstoel naar het militaire bolwerk. Wernher von Braun gaf het ironische commentaar:

Als dit Engeland was geweest, zou Oppenheimer geridderd worden.

### Laatste jaren
In 1957 kocht Oppenheimer een stuk grond en strand op Saint John op de Amerikaanse Maagdeneilanden en woonde daar met zijn gezin. Het strand wordt Oppenheimer Beach genoemd. Nadat hem zijn politieke invloed was ontnomen hervatte Oppenheimer zijn natuurkundige werk. Hij gaf lezingen en schreef boeken. Hij reisde door Europa en Japan en gaf daar lezingen over wetenschapsgeschiedenis, de rol van de wetenschap in de maatschappij en het heelal. In december 1963 ontving hij van president Lyndon B. Johnson de Enrico Fermi-prijs als teken van politiek eerherstel - op aandringen van veel van Oppenheimers politieke vrienden, die intussen tot invloedrijke posities opgeklommen waren. Hij kreeg de prijs "voor bijdragen aan de theoretische fysica als leraar en bedenker van ideeën en voor leiderschap van het Los Alamos-laboratorium en het kernenergieprogramma gedurende kritieke jaren".
Oppenheimer antwoordde Johnson:

Volgens mij was er, meneer de president, waarschijnlijk enige moed en naastenliefde voor nodig om deze prijs vandaag uit te reiken. Dat lijkt een goed voorteken voor ons aller toekomst.

De prijs had alleen een symbolische betekenis - Oppenheimer kreeg zijn veiligheidsstatus niet terug en kon geen invloed uitoefenen op het beleid.

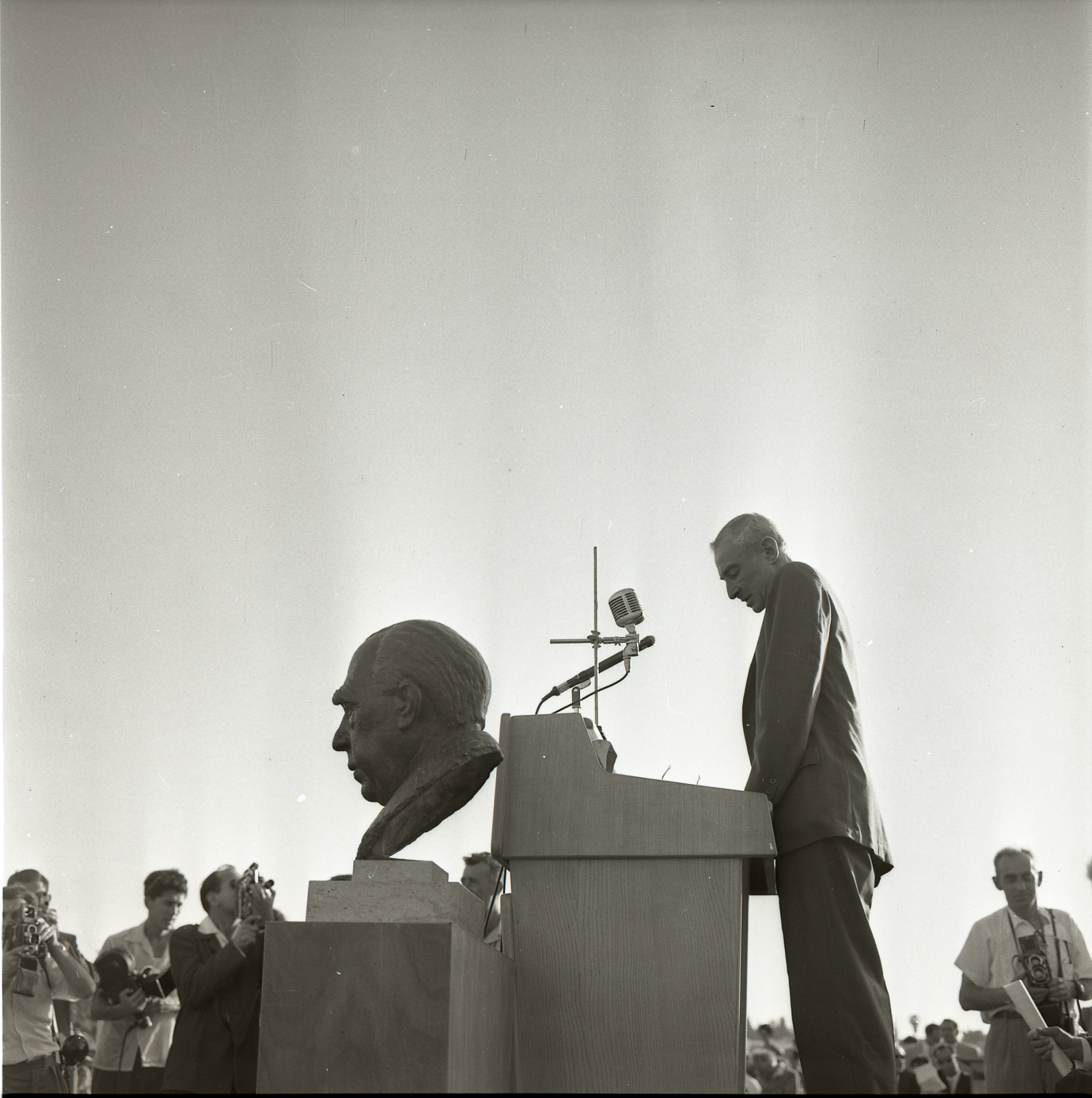
Oppenheimer houdt een toespraak tijdens een bezoek aan Israël in 1966

In de laatste jaren van zijn leven bleef Oppenheimer werken voor het Institute for Advanced Study en zette hij zich in om intellectuelen uit alle vakgebieden samen te brengen om, op de top van hun kunnen, de meest nijpende vraagstukken van hun tijd op te lossen. Zijn voordrachten in de Verenigde Staten, Europa en Canada werden in een aantal boeken gebundeld.
Oppenheimer hield echter altijd het gevoel dat hij gefaald had, doordat hij het beleid van zijn land niet ingrijpend had kunnen beïnvloeden. Hij stierf in 1967 aan de gevolgen van keelkanker. Zijn crematie werd bijgewoond door veel van zijn wetenschappelijke, politieke en militaire kennissen. Zijn as werd uitgestrooid over de Maagdeneilanden, waar hij met zijn familie zo vaak de zomer had doorgebracht.

## Nalatenschap
De stormachtige culturele en historische ontwikkelingen in de wetenschap van de jaren 20, 30 en 40 van de 20e eeuw hebben diepe sporen nagelaten in de biografie van Robert Oppenheimer.

### Waarom geen Nobelprijs?
Studenten en collega's die hem hebben gekend, herinneren zich Oppenheimer als een briljant en meeslepend leraar, en theoretisch natuurkundigen beschouwen hem zonder omhaal als een van de belangrijkste grondleggers van hun vakgebied in de Verenigde Staten. Het feit dat Oppenheimer voor zijn verdiensten nooit een Nobelprijs is toegekend, hebben velen onder hen dan ook altijd als een pijnlijke omissie beschouwd. Anderen voeren Oppenheimers wetenschappelijke wispelturigheid aan als verklaring: hij zou zich nooit lang en diepgaand genoeg aan één enkel onderwerp hebben gewijd om voor de hoogste onderscheiding in zijn vak in aanmerking te komen. Maar daar staat natuurlijk wel tegenover dat velen van de wetenschappers die hij persoonlijk had aangetrokken voor het Manhattanproject (Fermi, Bethe, Lawrence, Dirac, Feynman, Rabi, enzovoorts) die hoge eer juist wel te beurt viel.
Er is wel gespeculeerd dat Oppenheimer voor zijn onderzoek op het gebied van zwarte gaten een Nobelprijs in de wacht gesleept zou hebben, als hij maar voldoende tijd van leven had gehad om de enorme bloei van dat terrein binnen de astrofysica te kunnen meemaken. Het lot was Oppenheimer wat dit betreft evenwel niet gunstig gezind.
Zelf beschouwde hij zijn werk op het gebied van elektronen en positronen als zijn belangrijkste bijdrage aan de wetenschap, zo vertrouwde hij desgevraagd ooit toe aan de natuurkundige en wetenschapshistoricus Bram Pais; belangrijker nog dan zijn door vakgenoten veelgeroemde onderzoek naar gravitationele contractie.

### Onderzoeker als oorlogsleider
Als adviseur vormt Oppenheimer een overgangsfiguur tijdens een periode van veranderende verhoudingen tussen wetenschap en krijgsmacht. Tijdens de Tweede Wereldoorlog raakten wetenschappers in ongekende mate betrokken bij militair onderzoek - dergelijk onderzoek kwam wel voor gedurende de Eerste Wereldoorlog, maar was toen veel kleinschaliger. Vanwege de dreiging van het nazisme voor de westerse beschaving, werkten wetenschappers vrijwillig mee aan de technologische en organisatorische geallieerde inspanning, met als resultaat wetenschappelijke krachttoeren als de radar, de ontsteking van luchtdoelgranaten met nabijheidsdetectie (nabijheidsbuis), het operationeel onderzoek en de logistiek.
Als een gecultiveerd, intellectueel, theoretisch natuurkundige die een gedisciplineerde en militaire organisator werd, werd Oppenheimer een voorbeeld van de veranderde kijk op wetenschappelijk onderzoekers. Ze bleken niet allemaal onpraktische dromers. Kennis van eerst esoterische zaken als de bouw van de atoomkern bleek praktische toepassing te hebben. Oppenheimer was voor velen de nieuwe verschijningsvorm van technocratie, die het begin inluidde van wat later "Big Science" heette. Toen Oppenheimer in 1954 verstoten werd uit de politiek en zijn invloed verloor, symboliseerde hij voor velen de dwaasheid van de wetenschapper die denkt dat hij kan sturen hoe mensen zijn vinding gebruiken. Oppenheimers opvolger bij Los Alamos werd Norris Bradbury, een gewezen militair die vrijwel niets gemeen had met de Sanskriet-lezende geleerde die hem voorging. Oppenheimer werd eerder beschouwd als het symbool van de dilemma's en de morele verantwoordelijkheid van de wetenschapper in de nucleaire wereld.

### Gewetensvolle onderzoeker?
Oppenheimers populaire uitbeelding, met name die van de Duitse toneelschrijver Heinar Kipphardt in diens toneelstuk uit 1968 over de hoorzitting, tonen Oppenheimers veiligheidsmoeilijkheden als een confrontatie tussen rechtse militaristen (uitgebeeld door Edward Teller) en linkse intellectuelen (voorgesteld door Oppenheimer) over de morele vraagstukken rond massavernietigingswapens. Veel historici verwerpen deze vergelijking als te simplistisch: de hoorzitting was weliswaar zeer politiek beladen, maar er zaten net zo goed persoonlijke motieven achter als politieke. Oppenheimers eigen opstelling met betrekking tot kernwapens was te wisselend om hem als pacifist aan te kunnen merken. Populaire, moraliserende stukken stellen Oppenheimer voor als een tegenstander van kernwapens uit morele overwegingen. Maar volgens een nuchterder visie kwam zijn tegenstand voornamelijk voort uit technische overwegingen. Toen deze opgelost waren, werd hij voorstander van ontwikkeling van de atoombom met als argument dat de Sovjet-Unie er zeker een zou bouwen.
Een ander voorbeeld hiervan is dat Oppenheimer voorafgaand aan Hiroshima en Nagasaki luidkeels voorstander was van het gebruik van de atoombom in bewoond gebied, ondanks zijn krokodillentranen na afloop en zijn uitroep dat fysici "zonde hadden gekend". In plaats van zich consequent in de strijd te werpen tegen de communistenjacht in de jaren 1940 en '50 had hij getuigd tegen vele van zijn voormalige collega's en studenten, zowel voor als tijdens zijn eigen hoorzitting. Oppenheimers moordende getuigenis tegen voormalig student Bernard Peters werd zelfs aan de pers gelekt. Historici hebben dit uitgelegd als pogingen van Oppenheimer om in het gevlij te komen bij zijn collega's bij de overheid, en mogelijk ook om de aandacht van zijn eigen verleden af te leiden. Uiteindelijk leidde dit incident mede tot zijn val: bij het verhoor werd duidelijk dat als Oppenheimer werkelijk gedacht had dat Peters communistisch en gevaarlijk was dat dan zijn voordracht door Oppenheimer voor het Manhattanproject roekeloos was - of op zijn minst in strijd met de feiten.
Het verlies van zijn veiligheidsstatus heeft Oppenheimer waarschijnlijk evenzeer te wijten aan de tegenspraken in zijn eigen getuigenis en zijn leugens tegenover de inlichtingendiensten als aan zijn banden en sympathieën voor linkse standpunten in de nadagen van De Grote Depressie en tijdens de opkomst van het fascisme. Desondanks is het beeld van Oppenheimer als martelaar onuitwisbaar gebleken. De naam van Oppenheimer is verbonden gebleven aan de vraag naar de grenzen van wetenschap en politiek.
Behalve Kipphardt werden andere toneelschrijvers geïnspireerd door het geval Oppenheimer: Berthold Brecht schreef zijn drama Leben des Galilei, Friedrich Dürrenmatt Die Physiker en de Amerikaanse componist John Adams met librettist Peter Sellars de opera Doctor Atomic,  waar Oppenheimer een moderne Faust wordt. De première van deze opera werd opgevoerd door de San Francisco Opera op 1 oktober 2005. De Nederlandse opvoering van deze opera werd door Nederlandse operacritici uitgeroepen tot 'Opera van het Jaar 2023'.

## Verfilming
Christopher Nolan schreef en regisseerde de biografische film Oppenheimer met Cillian Murphy in de titelrol. De film is gebaseerd op de biografie American Prometheus uit 2005 van Kai Bird en Martin J. Sherwin en kwam uit op 19 juli 2023.

## Publicaties
- Science and the Common Understanding (New York: Simon and Schuster, 1954).
- The Open Mind (New York: Simon and Schuster, 1955).
- The flying trapeze: Three crises for physicists (London: Oxford University Press, 1964).
- Uncommon sense (Cambridge, MA: Birkhäuser Boston, 1984 (postuum)).
- Atom and void: Essays on science and community (Princeton, NJ: Princeton University Press, 1989 (postuum)).